# موسیقی پرودنس
موسیقی پرودنس (انگلیسی: Music by Prudence) فیلمی در ژانر مستند به کارگردانی راجر راس ویلیامز است که در سال ۲۰۱۰ منتشر شد. این فیلم به موسیقی خواننده جوان زیمبابوه‌ای، پرودنس مابهنا می‌پردازد و در هشتاد و دومین دوره جوایز اسکار، برنده جایزه اسکار بهترین فیلم مستند شده‌است.